# Маврикийцы в Великобритании
Маврикийская диаспора в Соединенном Королевстве (англ. Mauritian diaspora in the United Kingdom) — это британцы маврикийского происхождения или маврикийцы, родившиеся на Маврикии. В переписи населения 2001 года в Великобритании было зарегистрировано 27 078 человек, родившихся в Маврикии, ныне живущих в Великобритании. В переписи населения 2011 года в Великобритании зарегистрировано 40 890 жителей-маврикийцев в Англии, 434 в Уэльсе, 571 в Шотландии и 83 в Северной Ирландии. По оценкам Управления национальной статистики, в 2014 году 41 000 человек, родившихся на Маврикии, проживали в Великобритании.
До 1968 года Маврикий находился под британским управлением, и страна по-прежнему очень тесно связана с Великобританией, поэтому Великобритания является популярным местом для маврикийских эмигрантов.

## Известные личности
- Лиз де Бассак, героиня Управления специальных операций во время Второй мировой войны[6]
- Жан-Поль «Голубой» Маник, музыкант (группа Incognito)
- Сафия Минни, основатель справедливой торговли, экологической моды и стиля жизни People Tree
- Рав Уилдинг, телеведущий и офицер полиции
- MC Zani, битбоксер
- Бернард Пол, боксер 1990-х и 2000-х годов
- Джулиан Пидл-Каллу, телеведущий
- Шелина Пермаллу, английский повар, автор и победитель конкурса MasterChef 2012 UK TV